# Цолакоглу, Георгиос
Гео́ргиос Цола́коглу (греч. Γεώργιος Τσολάκογλου; апрель 1886, деревня Рентина, ном Трикалы и Кардицы, Фессалия, Королевство Греция — 22 мая 1948, Афины, Королевство Греция) — греческий генерал, премьер-министр марионеточного правительства оккупированной Греции в 1941—1942 годах.

## Происхождение
Георгиос Цолакоглу был арумынского происхождения и говорил на арумынском языке.

## Биография
23 апреля 1941 года в нарушение приказа греческого главнокомандующего подписал с представителями немецкого и итальянского командования акт о капитуляции греческих войск, после чего стал первым премьер-министром марионеточного правительства оккупированной Греции (1941—1942). Проводил открыто прогерманскую политику, преследуя всех противников оккупационного режима. Экономика страны быстро ухудшалась, а из-за конфискации всех припасов в стране на нужды немецких войск,в Греции начался голод 1941-1942 года, во время которого погибло 300 тысяч человек. Также Цолакоглу организовал угон более 80 тысяч жителей страны в Германию на принудительные работы, а тех кто пытался оказать сопротивление, казнили.В конце концов, Цолакоглу вступил в конфликт с немцами, так как желал что бы Грецию рассматривали как равноправного союзника. В 1942 он был отправлен в отставку. Его преемником на этом посту был Константинос Логофетопулос.
В 1945 году греческим судом приговорён к смерти. Приговор был заменён на пожизненное заключение. Умер от лейкемии в мае 1948 года.